# کلودون هچ
کلودون هچ (به انگلیسی: Kelvedon Hatch) یک روستا در بریتانیا است که در Kelvedon Hatch واقع شده‌است. کلودون هچ ۲٬۵۶۳ نفر جمعیت دارد.